# Александров, Василий Егорович
Василий Егорович Александров (род. 26 мая 1947, Истра, Московская область) — военный деятель, генерал-майор авиации, начальник Тамбовского высшего военного авиационного училища лётчиков имени М. М. Расковой, советник генерального директора ОАО «Международный аэропорт Внуково» по управлению аэропортом. Кандидат военных наук, старший научный сотрудник, член-корреспондент Российской академии авиации.

## Биография
Родился 26 мая 1947 года в городе Истре Московской области. После окончания средней школы поступил в Тамбовское высшее военное авиационное училище лётчиков.
После окончания с отличием и золотой медалью училища проходил службу на должностях летчика, старшего летчика, командира звена, заместителя командира эскадрильи. В 1976 году поступил, а в 1979 году окончил Военно-воздушную академию имени Ю. А. Гагарина. После окончания академии проходил службу в Тамбовском ВААУЛ на летных командных должностях. Командовал 643-м учебным авиационным полком Тамбовского училища, а с 1987 года — начальник Тамбовского высшего военное авиационного училища лётчиков имени М. М. Расковой. После окончания Военной академии Генерального штаба исполнял обязанности заместителя командующего ВВС Сибирского военного округа, затем с 1992 года возглавлял 30-й центральный научно-исследовательский институт Министерства обороны Российской Федерации. Защитил кандидатскую диссертацию.
После выхода в запас в 1997—1998 годах исполнял обязанности председателя Совета директоров ОАО АНТК им. Туполева, с апреля 1998 года — генеральный директор АНТК им. Туполева. С декабря 2002 года вышел на пенсию и покинул пост. С июня 2003 года по апрель 2004-го — директор по внешним связям ЗАО «Национальный проект 334», с 14 апреля 2004 года — генеральный директор АО «Аэропорт Внуково». Под руководством Василия Егоровича Александрова в аэропорту Внуково реализовывалась перспективная Программа модернизации. Всего за десять лет аэропорт Внуково превратился в новый современный транспортный узел. Не прекращая обслуживать пассажиров и авиакомпании, в аэропорту велось масштабное строительство новых пассажирских и грузовых терминалов, проводились работы по полной реконструкции перрона. С 2018 года — советник генерального директора по управлению аэропортом.
Женат, имеет сына.

## Образование
- Тамбовское высшее военное авиационное училище лётчиков имени М. М. Расковой,
- Военно-воздушная академия имени Ю. А. Гагарина в 1979 году[2],
- Военная ордена Ленина Краснознамённая ордена Суворова академия Генерального штаба Вооружённых Сил СССР имени К. Е. Ворошилова.

## Звания, степени и квалификация
- генерал-майор авиации;
- кандидат военных наук;
- старший научный сотрудник;
- член-корреспондент Российской академии авиации.
- Военный лётчик 1-го класса.

## Награды
- Орден Александра Невского (14.03.2019 г.);
- Орден «За службу Родине в Вооружённых Силах СССР»;
- Орден Почёта;
- медали.